# Marguerite Bellanger
Pour les articles homonymes, voir Bellanger.
Marguerite Bellanger, de son vrai nom Julie Lebœuf, est une comédienne française, née le 9 juin 1838 à Saint-Lambert-des-Levées (Maine-et-Loire) et morte le 23 novembre 1886 à Villeneuve-sous-Dammartin (Seine-et-Marne).
Elle compte parmi les personnes qui ont marqué leur époque. Elle devient une figure du monde littéraire et artistique, côtoya la plupart de ceux qui animèrent la vie artistique et politique de cette période.
Elle demeure pour l'histoire la dernière favorite du dernier empereur des Français, Napoléon III.

## Biographie

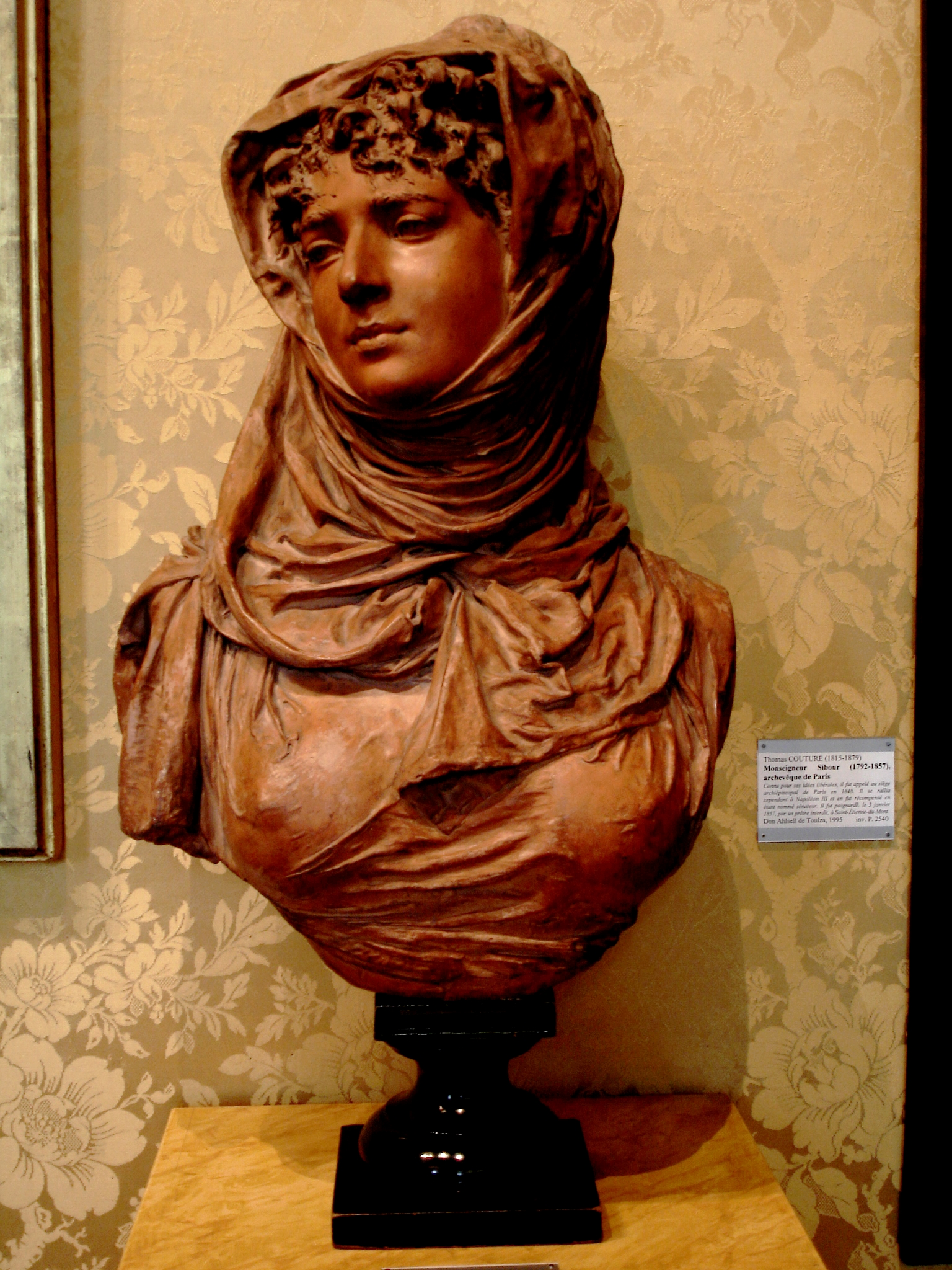
Buste de Marguerite Bellanger par Carrier-Belleuse - Musée Carnavalet.

Julie Justine Marie Lebœuf, fille de François Lebœuf et Julie Hanot, naît le 10 juin 1838, rue aux Loups, à Saint-Lambert-des-Levées, non loin de Saumur.
Issue d'une famille pauvre, elle est placée comme blanchisseuse, à 15 ans, à Saumur.
Elle se laisse peu après séduire par un beau lieutenant de Saumur, Rives, qui lui ouvre de plus larges horizons.
Après avoir été danseuse acrobatique et écuyère dans un cirque de province, elle « monte » à Paris où elle fait ses débuts de comédienne au théâtre de La Tour d'Auvergne, sous le nom de Marguerite Bellanger (le patronyme d'un oncle).
Son talent serait limité, mais sa rouerie certaine. Elle devient une des cocottes les plus recherchées du Tout-Paris. Elle mène un train de vie princier, et l'apogée de sa vie galante a lieu dans les années 1862-1866. Elle aurait déclaré : « C'est très gentil Paris, mais ce n'est habitable que dans les beaux quartiers... Dans les autres, il y a trop de pauvres ! » selon Le Rappel du 16 avril 1871.
Sa célébrité est telle qu'elle devient une figure du monde littéraire et artistique. Zola la cite comme une amie de Nana.
Elle se fait photographier en costume d'homme : pour ce faire, elle avait demandé une autorisation de la préfecture de police.
Elle inspire le sculpteur Albert-Ernest Carrier-Belleuse, qui la représente en allégorie du printemps dans un élégant buste en terre cuite aujourd'hui au Musée Carnavalet à Paris.
Dans un tableau  réalisé par Édouard Manet en 1863, Olympia, l'artiste veut évoquer une odalisque, qui reçoit un bouquet de fleurs apporté par sa servante. D'après l'étude de Phyllis A. Floyd, The Puzzle of Olympia, il lui a donné les traits de Marguerite Bellanger. C'est du moins ce qu'il pense en comparant la toile avec plusieurs photos de Marguerite Bellanger. Toutefois, le visage de Victorine Meurent, aisément reconnaissable, est celui qui revient le plus régulièrement dans les œuvres de Manet.

## Marguerite Bellanger et Napoléon III

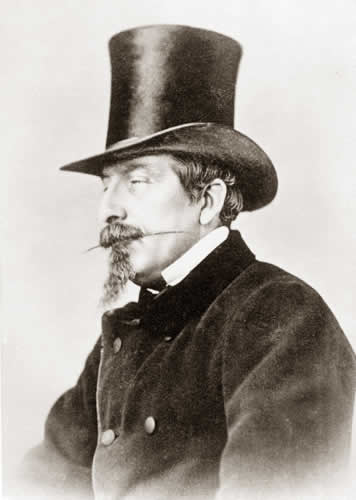
Napoléon III.

Marguerite Bellanger devient la maîtresse de l'empereur Napoléon III en juin 1863. Bientôt, au su et au vu de tous — y compris l'impératrice qui ira trouver sa rivale chez elle pour la sommer de lui rendre son mari —, elle le suit dans ses déplacements privés ou officiels.
Parmi ses nombreux présents, l'Empereur lui offre deux maisons, l'une à Passy, 57 rue des Vignes, l'autre à Saint-Cloud, dans le parc de Montretout, donnant par une porte dérobée sur les jardins du château.
En février 1864, Marguerite Bellanger donne naissance à un fils ; elle le déclare à la mairie 8e arrondissement de Paris sous le nom de Charles Jules Auguste François Marie Lebœuf.
Marguerite Bellanger se réfugie alors un moment rue de Launay à Villebernier, elle touche une pension et en novembre 1864, l'empereur offre à « Margot » le château de Villeneuve-sous-Dammartin, près de Meaux. L'empereur Napoléon III dote également l'enfant d'une pension et du château de Monchy-Saint-Éloi, dans l'Oise dont il avait acheté fort discrètement le domaine quelque temps auparavant. La mère devient usufruitière de la propriété.
Toujours séduisante, elle fait encore des conquêtes lorsqu'elle s'installe fin 1864 à Villeneuve-sous-Dammartin. Parmi ses amants, le général de Lignières, et selon certaines sources, Léon Gambetta.
Sa liaison avec l'empereur se prolonge jusqu'à la guerre de 1870, et même pendant sa captivité en Westphalie. En 1873, lorsque l'empereur meurt en exil en Angleterre, Marguerite s'y rend pour aller saluer le cercueil de son « cher Seigneur ».
À la chute de l'Empire, elle part en Angleterre et épouse le baronnet Louis William Kulbach, capitaine dans l'armée britannique. La présence d'un couple William Kulbach et Julie Leboeuf dite Marguerite Bellanger est relevée en France, à Monchy-Saint-Éloi (Oise) lors du recensement de 1872. Marguerite Bellanger déclare avoir 30 ans (alors que selon les données de sa biographie, elle en a 33 ou 34) et le couple se dit marié.
Devenue une lady, elle mène une vie rangée et se consacre aux bonnes œuvres.
En France, elle fait l'objet de caricatures et de divers cancans. Paul Hadol, dans sa série de caricatures sur la « Ménagerie Impériale », en fait une chatte.
Elle décède à 48 ans, le 23 novembre 1886 à la suite d'un coup de froid survenu lors d'une promenade dans le parc de son château de Villeneuve-sous-Dammartin, en Seine-et-Marne. Selon la déclaration de décès, son époux habite alors Pau. La cérémonie religieuse a lieu le 27 novembre à l'église Saint-Pierre-de-Chaillot, elle repose au cimetière du Montparnasse dans la 27e division 7e ligne no 15 nord.
Sa famille a tiré profit de son fabuleux destin ; son frère Jules, qui la servait comme jardinier, se fait construire à Brain-sur-Allonnes une belle maison, qui est aujourd'hui la mairie.
Son fils, Charles Lebœuf (24 février 1864 - 7 décembre 1941), fait une carrière d'officier et décède sans postérité (cet enfant était probablement un des fils de Napoléon III mais sur cette filiation, on se perd en conjectures). Il repose auprès de sa mère.

## Héritage culturel

### Filmographie
Son personnage apparaît dans le film de Christian-Jaque, Nana (1955), dans lequel elle est interprétée par Nicole Riche.

### Gastronomie
Marguerite Bellanger voit son nom régulièrement associé à des spécialités chocolatées : un praliné a été créé pour elle ; un chocolatier de Saumur a conçu avec l'aide des archivistes de la ville de Saumur une spécialité en hommage à Marguerite Bellanger : La Marguerite.
Les armoiries de Marguerite Bellanger se trouvent reproduites sur les chocolats : une marguerite au cœur d'argent et pétales d'or ; un praliné « aux Quatre épices » : girofle, cannelle, poivre, muscade. Il révèle les qualités que le second Empire voulut bien lui donner : un vernis de cœur, un charme piquant et une tenue impériale.

### Autobiographie
- Marguerite Bellanger, Confessions, mémoires anecdotiques, Librairie populaire, 1882 (BNF 27)
- Marguerite Bellanger, Les amours de Napoléon III - Mémoires de Marguerite Bellanger, sa maîtresse, Paris, P. Fort, libraire, 1900

### Ouvrages

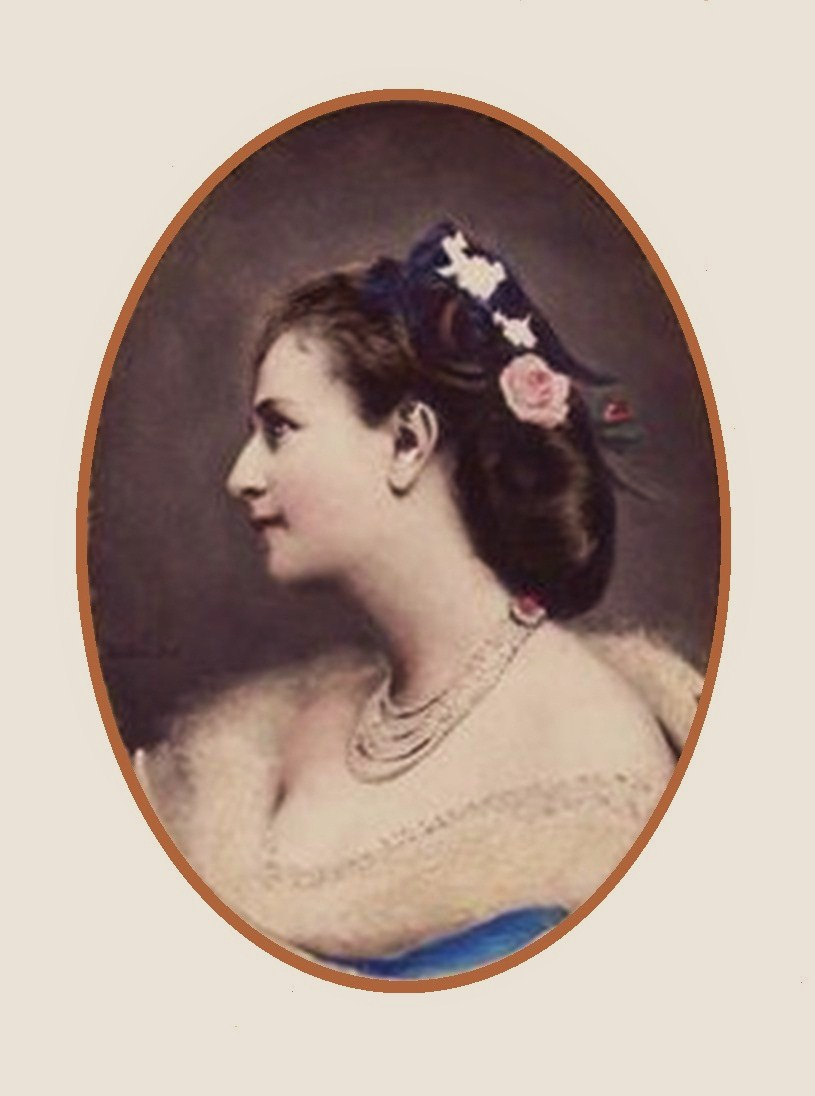
Marguerite Bellanger vers 1865
par Eugène Disdéri.

- Léopold Stapleaux, Les Courtisanes du second empire. Marguerite Bellanger, avec lettres autographes, Éditeur : Office de Publicité, Bruxelles, 1871. (Pamphlets)

1. Premier volume : édition de luxe avec lettres autographes, 122 pages.
2. Second volume : Ces dames de l’entourage, édition de luxe, 123 pages.
3. Troisième volume : Les actrices, première série édition de luxe, troisième édition, 122 pages.

- Lambert, Paris sous le Bas-Empire (1871 - Londres) évoque Marguerite Bellanger
- Anon, Marguerite Bellanger (1871 - Office de publicité Bruxelles)
- Duchesse Églé, Les Courtisanes du Second Empire : M. Bellanger (1871 - Tome II)
- A. Poulet-Malassis, Papiers secrets et correspondance du second empire (1875. Auguste Ghio éditeur)
- Hippolyte Magen, Histoire du second Empire, Édité en 1878
- Anne de Beaupuy, "Charles Corta : Le Landais qui servit deux empereurs (1805-1870)" page 311 et suivantes
- Pierre de Lano, Courtisane !, Paris, E. Rouveyre et G. Blond, 1883.
- Marie Colombier, Mémoires. Fin d'Empire, Éd. Flammarion (Paris) - 1898-1900 évoque Marguerite Bellanger pages 130 à 137
- L'intermédiaire des chercheurs et curieux année 1902 évoque Marguerite Bellanger pages 219, 329 et 330
- Loliée Frédéric, Le Duc de Morny et la Société du Second Empire (1909 - Émile Paul)
- Les Femmes du Second Empire (1906-1913 - Tallandier) - 3 tomes :

1. Papiers intimes, Pauline de Metternich et la comtesse Walewska
2. La Fête impériale, Marguerite Bellanger et La Païva
3. La Cour des Tuileries, La Castiglione et la comtesse Le Hon

- Hector Fleischmann, Angelo Solomon Rappoport, Napoleon III and the women he loved, 1915, page 240 à 242
- Moser F., Grisette impériale, roman, Paris, A. Michel, 1937
- A. Dansette, Les amours de Napoléon III, Paris, Librairie Arthème Fayard, 1938)
- Cl. Blanchard, Dames de cœur, Paris, Édition du Pré aux Clercs, 1946, d'après la documentation, les notes et les photographies de René Coursaget, du musée Carnavalet, de Georges Sirot et Dignemont.
- R.-G. Marnot, « Une Saumuroise de petite vertu, Lady Kulbach », S.L.S.A.S., 1953, p. 27-42, compléments par Anne Faucou, conférence du 6 mars 2005.
- Henriette Célarié,  Marguerite Bellanger (mai 1955 - Œuvres libres no 108 - Fayard)
- Jules Bertaut, L'impératrice Eugénie et son temps, 1956, page 147
- Jules Bertaut, Le figaro litteraire No 523 du 28-04-1956 Le dernier amour de Napoléon III- Marguerite Bellanger
- Jules Bertaut, Marguerite Bellanger, le fol amour (décembre 1959 - Miroir histoire 120)
- J. Richardson, The courtesans; the demi-monde in nineteenth-century France, Cleveland, World Pub. Co., 1967 et 2003, page 78
- Xavier Marmier, Eldon Kaye, Journal (1848-1890), Librairie Droz, Genève, 1968, page 178
- Bernard Briais, Grandes Courtisanes Du Second Empire, 1981
- Alain Carteret, Napoléon III, bienfaiteur de Vichy et de la France, éditions de la Montmarie, 2004 (chapitre IV : « 1863 - Frivole », pages 81 à 89)
- Alain Frerejean, « Margot la Rigoleuse et "son" cher Empereur », Historia, juillet 2006
- Gabrielle Houbre,  Le livre des courtisanes archives secrètes de la police des mœurs, 1861-1876 - 2006
- Le Collen Klervi, « Marguerite Bellanger l’insoumise » (magazine Napoléon III, no 4 d’octobre 2008)
- Jean-Charles Cozic, Daniel Garnier, La presse à Nantes : vol. 2 - Les années Schwob, 2008, pages 70 à 72
- Anne Martin-Fugier, "Comédiennes : Les actrices en France au XIXe siècle"
- E. de Tassigny, "La descendance de  Napoléon III, dernier souverain de France"2011